# Endeavor (Wisconsin)
Endeavor ist eine Gemeinde (mit dem Status „Village“) im Marquette County im US-amerikanischen Bundesstaat Wisconsin. Im Jahr 2010 hatte Endeavor 468 Einwohner.

## Geografie
Endeavor liegt im südöstlichen Zentrum Wisconsins am linken Ufer des Fox River, einem Zufluss des Michigansees. 
Die geografischen Koordinaten von Endeavor sind 43°42′57″ nördlicher Breite und 89°27′58″ westlicher Länge. Das Gemeindegebiet erstreckt sich über eine Fläche von 2,05 km² und wird fast vollständig von der Town of Moundville umgeben, ohne dieser anzugehören.
Nachbarorte von Endeavor sind Packwaukee (9 km nördlich), Montello (24,4 km nordöstlich), Portage (20,5 km südlich), Briggsville (14,5 km südwestlich) und Oxford (14,3 km nordwestlich).
Die nächstgelegenen größeren Städte sind Wausau (154 km nördlich), Appleton (134 km nordöstlich), Green Bay am Michigansee (182 km in der gleichen Richtung), Wisconsins größte Stadt Milwaukee (176 km südöstlich), Chicago in Illinois (305 km südsüdöstlich), Wisconsins Hauptstadt Madison (81,3 km südlich), Rockford in Illinois (188 km in der gleichen Richtung) und La Crosse am Mississippi (173 km westlich).

## Verkehr
Die in Nord-Süd-Richtung hier auf einem gleichen Streckenabschnitt verlaufenden Interstate 39 und U.S. Highway 51 führen entlang des westlichen Ortsrandes von Endeavor. Im Zentrum von Endeavor treffen die County Highways CX und T zusammen. Alle weiteren Straßen sind untergeordnete Landstraßen, teils unbefestigte Fahrwege sowie innerörtliche Verbindungsstraßen.
Die nächsten Flughäfen sind der Dane County Regional Airport in Madison (75,2 km südlich) und der Milwaukee Mitchell International Airport in Milwaukee (186 km südöstlich).

## Bevölkerung
Nach der Volkszählung im Jahr 2010 lebten in Endeavor 468 Menschen in 175 Haushalten. Die Bevölkerungsdichte betrug 228,3 Einwohner pro Quadratkilometer. In den 175 Haushalten lebten statistisch je 2,67 Personen. 
Ethnisch betrachtet setzte sich die Bevölkerung zusammen aus 90,2 Prozent Weißen, 1,9 Prozent Afroamerikanern, 1,1 Prozent amerikanischen Ureinwohnern, 1,9 Prozent Asiaten sowie 2,4 Prozent aus anderen ethnischen Gruppen; 2,6 Prozent stammten von zwei oder mehr Ethnien ab. Unabhängig von der ethnischen Zugehörigkeit waren 4,5 Prozent der Bevölkerung spanischer oder lateinamerikanischer Abstammung. 
27,4 Prozent der Bevölkerung waren unter 18 Jahre alt, 63,4 Prozent waren zwischen 18 und 64 und 9,2 Prozent waren 65 Jahre oder älter. 49,8 Prozent der Bevölkerung waren weiblich.
Das mittlere jährliche Einkommen eines Haushalts lag bei 55.568 USD. Das Pro-Kopf-Einkommen betrug 21.406 USD. 6,2 Prozent der Einwohner lebten unterhalb der Armutsgrenze.